# Andrea Šerić
Andrea Šerić, née le 3 août 1985 à Split, est une handballeuse internationale croate évoluant au poste de pivot.

## Palmarès
compétitions nationales
- championne de Croatie en 2006, 2007, 2008, 2009 et 2010
- championne de Slovénie en 2012

### En équipe nationale
- 7e place aux Jeux olympiques 2012 à Londres,  Royaume-Uni
- 7e place au Championnat du monde 2011 au  Brésil